# Ctenochasmatoidea
Los ctenocasmatoideos (Ctenochasmatoidea) son un grupo de pterosaurios pertenecientes al suborden Pterodactyloidea. Los primeros restos de ctenocasmatoideos han sido hallados en la formación Stonesfield Slate del Reino Unido, que data de la época del Bathoniense del Jurásico Medio, que data de hace cerca de 166 millones de años.

## Clasificación
Listado de géneros y familias según Unwin (2006):
- Superfamilia Ctenochasmatoidea
  - Cycnorhamphus
  - Feilongus
  - Pterodactylus
  - Unwindia
  - Familia Ctenochasmatidae
    - Elanodactylus[2]
    - Gegepterus[3]
    - Subfamilia Ctenochasmatinae
      - Beipiaopterus
      - Ctenochasma
      - Eosipterus
      - Pterodaustro

    - Subfamilia Gnathosaurinae
      - Cearadactylus
      - Gnathosaurus
      - Huanhepterus
      - Plataleorhynchus
      - "Pterodactylus" longicollum

## Filogenia
Cladograma según Unwin (2003).
|                  | Pterodactylus                                                       |
|                  |                                                                     |
|                  | Lonchodectes                                                        |
|                  |                                                                     |
| Ctenochasmatidae | \| \| Gnathosaurinae \| \| \| \| \| \| Ctenochasmatinae \| \| \| \| |
|                  | \| \| Gnathosaurinae \| \| \| \| \| \| Ctenochasmatinae \| \| \| \| |
|                  | Gnathosaurinae                                                      |
|                  |                                                                     |
|                  | Ctenochasmatinae                                                    |
|                  |                                                                     |

|  | Gnathosaurinae   |
|  |                  |
|  | Ctenochasmatinae |
|  |                  |

|                  | Pterodactylus                                                       |
|                  |                                                                     |
|                  | Lonchodectes                                                        |
|                  |                                                                     |
| Ctenochasmatidae | \| \| Gnathosaurinae \| \| \| \| \| \| Ctenochasmatinae \| \| \| \| |
|                  | \| \| Gnathosaurinae \| \| \| \| \| \| Ctenochasmatinae \| \| \| \| |
|                  | Gnathosaurinae                                                      |
|                  |                                                                     |
|                  | Ctenochasmatinae                                                    |
|                  |                                                                     |

|  | Gnathosaurinae   |
|  |                  |
|  | Ctenochasmatinae |
|  |                  |

Cladograma según Pereda-Suberbiola et al. (2012):
|  | Cearadactylus               |
|  |                             |
|  | Gnathosaurus                |
|  |                             |
|  | "Pterodactylus" longicollum |
|  |                             |

|  | Pterodaustro |
|  |              |
|  | Ctenochasma  |
|  |              |
|  | Gegepterus   |
|  |              |
|  | Eosipterus   |
|  |              |

|  | Cearadactylus               |
|  |                             |
|  | Gnathosaurus                |
|  |                             |
|  | "Pterodactylus" longicollum |
|  |                             |

|  | Pterodaustro |
|  |              |
|  | Ctenochasma  |
|  |              |
|  | Gegepterus   |
|  |              |
|  | Eosipterus   |
|  |              |

|  | Cearadactylus               |
|  |                             |
|  | Gnathosaurus                |
|  |                             |
|  | "Pterodactylus" longicollum |
|  |                             |

|  | Pterodaustro |
|  |              |
|  | Ctenochasma  |
|  |              |
|  | Gegepterus   |
|  |              |
|  | Eosipterus   |
|  |              |

|  | Cearadactylus               |
|  |                             |
|  | Gnathosaurus                |
|  |                             |
|  | "Pterodactylus" longicollum |
|  |                             |

|  | Pterodaustro |
|  |              |
|  | Ctenochasma  |
|  |              |
|  | Gegepterus   |
|  |              |
|  | Eosipterus   |
|  |              |

|  | Cearadactylus               |
|  |                             |
|  | Gnathosaurus                |
|  |                             |
|  | "Pterodactylus" longicollum |
|  |                             |

|  | Pterodaustro |
|  |              |
|  | Ctenochasma  |
|  |              |
|  | Gegepterus   |
|  |              |
|  | Eosipterus   |
|  |              |

|  | Cearadactylus               |
|  |                             |
|  | Gnathosaurus                |
|  |                             |
|  | "Pterodactylus" longicollum |
|  |                             |

|  | Pterodaustro |
|  |              |
|  | Ctenochasma  |
|  |              |
|  | Gegepterus   |
|  |              |
|  | Eosipterus   |
|  |              |

|  | Cearadactylus               |
|  |                             |
|  | Gnathosaurus                |
|  |                             |
|  | "Pterodactylus" longicollum |
|  |                             |

|  | Pterodaustro |
|  |              |
|  | Ctenochasma  |
|  |              |
|  | Gegepterus   |
|  |              |
|  | Eosipterus   |
|  |              |

|  | Cearadactylus               |
|  |                             |
|  | Gnathosaurus                |
|  |                             |
|  | "Pterodactylus" longicollum |
|  |                             |

|  | Pterodaustro |
|  |              |
|  | Ctenochasma  |
|  |              |
|  | Gegepterus   |
|  |              |
|  | Eosipterus   |
|  |              |

|  | Cearadactylus               |
|  |                             |
|  | Gnathosaurus                |
|  |                             |
|  | "Pterodactylus" longicollum |
|  |                             |

|  | Pterodaustro |
|  |              |
|  | Ctenochasma  |
|  |              |
|  | Gegepterus   |
|  |              |
|  | Eosipterus   |
|  |              |

|  | Cearadactylus               |
|  |                             |
|  | Gnathosaurus                |
|  |                             |
|  | "Pterodactylus" longicollum |
|  |                             |

|  | Pterodaustro |
|  |              |
|  | Ctenochasma  |
|  |              |
|  | Gegepterus   |
|  |              |
|  | Eosipterus   |
|  |              |

|  | Cearadactylus               |
|  |                             |
|  | Gnathosaurus                |
|  |                             |
|  | "Pterodactylus" longicollum |
|  |                             |

|  | Pterodaustro |
|  |              |
|  | Ctenochasma  |
|  |              |
|  | Gegepterus   |
|  |              |
|  | Eosipterus   |
|  |              |

|  | Cearadactylus               |
|  |                             |
|  | Gnathosaurus                |
|  |                             |
|  | "Pterodactylus" longicollum |
|  |                             |

|  | Pterodaustro |
|  |              |
|  | Ctenochasma  |
|  |              |
|  | Gegepterus   |
|  |              |
|  | Eosipterus   |
|  |              |

|  | Cearadactylus               |
|  |                             |
|  | Gnathosaurus                |
|  |                             |
|  | "Pterodactylus" longicollum |
|  |                             |

|  | Pterodaustro |
|  |              |
|  | Ctenochasma  |
|  |              |
|  | Gegepterus   |
|  |              |
|  | Eosipterus   |
|  |              |

|  | Cearadactylus               |
|  |                             |
|  | Gnathosaurus                |
|  |                             |
|  | "Pterodactylus" longicollum |
|  |                             |

|  | Pterodaustro |
|  |              |
|  | Ctenochasma  |
|  |              |
|  | Gegepterus   |
|  |              |
|  | Eosipterus   |
|  |              |

|  | Cearadactylus               |
|  |                             |
|  | Gnathosaurus                |
|  |                             |
|  | "Pterodactylus" longicollum |
|  |                             |

|  | Pterodaustro |
|  |              |
|  | Ctenochasma  |
|  |              |
|  | Gegepterus   |
|  |              |
|  | Eosipterus   |
|  |              |

|  | Cearadactylus               |
|  |                             |
|  | Gnathosaurus                |
|  |                             |
|  | "Pterodactylus" longicollum |
|  |                             |

|  | Pterodaustro |
|  |              |
|  | Ctenochasma  |
|  |              |
|  | Gegepterus   |
|  |              |
|  | Eosipterus   |
|  |              |

Pereda-Suberbiola et al. (2012) usaron la definición de Fabien Knoll de Pterodactylidae (2000); Knoll definió a Pterodactylidae como el clado que contiene a «Pterodactylus antiquus, Ctenochasma elegans, su más reciente ancestro común y a todos [sus] descendientes». El análisis llevado a cabo por Pereda-Suberbiola et al. (2012) indicó que Ctenochasmatoidea está alojado dentro de Pterodactylidae definido de esta forma; otros análisis, como el de Unwin (2003) en cambio definieron a Pterodactylidae como parte de Ctenochasmatoidea.